# Waldach- und Haiterbachtal
Waldach- und Haiterbachtal ist ein mit Verordnung des Regierungspräsidiums Karlsruhe vom 31. Dezember 1992 ausgewiesenes Naturschutzgebiet mit der Nummer 2.163 und ein gleichnamiges Landschaftsschutzgebiet mit der Nummer 2.35.049. 

## Lage
Das Naturschutzgebiet befindet sich in den Naturräumen Obere Gäue und Schwarzwald-Randplatten. Es ist Teil des FFH-Gebiets Nr. 7418-341 Nagolder Heckengäu und besteht aus 4 Teilgebieten: Schwandorfer Tal (im Waldachtal westlich von Iselshausen), Obere Sommerhalde (im Waldachtal östlich von Unterschwandorf), Unterm wüsten Acker (im Waldachtal nordwestlich von Unterschwandorf) und Kohlhalde (im Haiterbachtal westlich von Unterschwandorf). Die 4 Teilgebiete sind von dem 307 Hektar großen Landschaftsschutzgebiet Nr. 2.35.049 Waldach- und Haiterbachtal eingefasst, welches als Puffer- und Ergänzung dient.

## Schutzzweck
Laut Verordnung ist der Schutzzweck die Erhaltung, Entwicklung und Pflege des naturnahen, reichstrukturierten Landschaftsausschnitts der Waldach- und Haiterbachaue mit den angrenzenden Talhängen als Lebensraum typischer, spezialisierter Tier- und Pflanzenarten. Zu schützen sind die vielfältigen Trockengebietstypen sowie feuchten und wechselfeuchten Biotope mit den darin lebenden, seltenen geschützten Tier- und Pflanzenarten.

## Flora und Fauna
Auf den Feuchtwiesen wächst die gefährdete Spargelerbse. Auf den waldfreien, südexponierten Hängen des Gebiets befinden sich Wacholderheiden mit seltenen Orchideen wie die Bienen-Ragwurz und die Fliegen-Ragwurz. In den Mischwäldern wächst der Echte Seidelbast und in den Steilabbrüchen am Ufer der Waldach brüten Eisvogel, Wasseramsel und Gebirgsstelze.